# Mario Nickeleit
Mario Nickeleit (* 30. September 1969) ist ein ehemaliger deutscher Fußballspieler und der heutige Teamleiter beim Halleschen FC. In der höchsten Spielklasse des DDR-Fußballs, der Oberliga, spielte er für den 1. FC Lokomotive Leipzig.

## Sportliche Laufbahn
Der Verteidiger, der in der Wendesaison in der Liga 1989/90 33 von 34 Spielen für den MSV Eisleben (ein Tor) bestritten hatte, konnte sich durch seine im Unterhaus gezeigten Leistungen für einen Vertrag in der höchsten Spielklasse des vor seiner Auflösung stehenden DDR-Fußballs anbieten. In der letzten eigenständigen Spielzeit des ostdeutschen Erstligafußballs spielte Nickeleit für den 1. FC Lokomotive Leipzig. In den 26 Spielen wurde er aber nur einmal eingesetzt. Am 6. Spieltag absolvierte er die kompletten 90 Minuten im mit 0:3 verlorengegangenen Heimspiel gegen den HFC Chemie, von dem er im Vorwendesommer 1989 nach Eisleben gewechselt war.
Nach der Zusammenführung von Ost und West in einem gesamtdeutschen Ligafußball spielte er viele Jahre in der drittklassigen Regionalliga und der viertklassigen Oberliga. Dabei führte ihn sein Weg auch zum nun als Halleschen FC firmierenden Club zurück, bei dem er einst – aus Halle-Neustadt gekommen – das Fußballspielen auf höherem Niveau erlernt hatte. Mit dem HFC bestritt er eines seiner fünf Spiele im deutschen Vereinspokal. Gegen den damaligen deutschen Vizemeister Borussia Dortmund verlor Nickeleits Team in der 1. Runde des DFB-Pokals 1992/93 zu Hause mit 1:4. In der Premierensaison der Amateur-Oberliga im NOFV-Bereich war die Defensivkraft zuvor für den FC Wismut Aue aufgelaufen. Auch mit dem Team aus dem Erzgebirge war in der Pokalspielzeit 1991/92 Schluss in Runde 1. Gegen den Lok-Nachfolgeverein VfB Leipzig unterlagen die Auer um Nickeleit mit 2:4 nach Verlängerung.
1993/94 war je eine Halbserie beim FC Anhalt Dessau und FSV Lok Altmark Stendal aktiv. Auf eine einjährige Station beim FC Sachsen Leipzig in der Regionalliga Nordost (1994/95) folgten fünf Jahre im Saarland. Zunächst lief Nickeleit für den 1. FC Saarbrücken auf, im Anschluss für die SV Elversberg in der drittklassigen Regionalliga. Seine Karriere ließ er bei später beim FC Grün-Weiß Wolfen und dem FC Sachsen Leipzig sowie nach einer letzten Saison in der Viertklassigkeit bei den Leutzschern noch beim SV Blau-Weiß 1921 Farnstädt und VfB IMO Merseburg ausklingen.

## Trainer- und funktionärslaufbahn
Nach seiner Spielerkarriere arbeitete der einmalige Erstligaspieler beim Halleschen FC als Reserve- und Nachwuchstrainer. Anfang 2017 übernahm er bei der Drittligaelf des HFC die Position des Teammanagers. Nach einem Jahr Pause (2018/19) rückte er wieder in diese Funktion.